# 고려인
고려인(高麗人, 러시아어: Корё-сарам 코료사람[*])은 구소련 붕괴 이후 독립 국가 연합의 국가들에 거주하는 한민족을 이르는 말이다. 이들의 국가에는 러시아, 우즈베키스탄, 카자흐스탄, 타지키스탄, 투르크메니스탄, 키르기스스탄, 우크라이나, 벨라루스, 에스토니아 등이 포함된다. 약 50만 명의 고려인들이 중앙아시아를 중심으로 거주하였으며, 남부 러시아의 볼고그라드 부근, 캅카스, 남부 우크라이나에도 많은 고려인들의 공동체들이 존재한다. 이들의 정체성은 1860년대 초 무렵부터 러시아 제국령 프리모르스키주로 대거 이주한 재로한인(在露韓人)으로부터 유래한다.

## 호칭
본래 고려인은 자신들을 이주 한민족으로 인식하였다. 고려인이라는 명칭이 생긴 것은 서울 올림픽 직전인 1988년 6월에 전소련고려인협회(Всесою́зной ассоциа́ции сове́тских коре́йцев (ВАСК))가 결성되면서부터이다. 고려인들은 조선민주주의인민공화국 국적이나 대한민국 국적을 보유하지 않은 소련인(Сове́тский наро́д)이었다. 또한 자신들의 언어와 문화도 한 세기 이상 지나면서 대한민국과 조선민주주의인민공화국과는 크게 이질적인 러시아 친화적인 특성을 많이 띠고 있었기에 '조선(朝鮮)'이나 '한국(韓國)'이 아닌 '고려(高麗)'라는 중립적인 표현을 채택한 것이다. 따라서 고려인이라는 호칭은 한반도의 분열이 낳은 특수한 역사의 산물이며, 한반도의 역사적 왕조인 고려와의 직접적인 관련성은 없다.
흔히 이들을 가리키는 표현으로 알려진 '카레이스키'는 러시아어로 '한민족의', '한민족적인'을 의미하는 형용사 '코레이스키(Коре́йский)'에서 유래한 표현이다. 전통적으로 러시아어권에서 한민족을 가리키는 표현은 '코레이치(Коре́йцы)'이며, 현재는 한국어 '고려사람'에서 유래한 '코료사람(Корё-сара́м)'이라는 표현을 사용하고 있다.

## 역사

### 극동 러시아와 시베리아 이주
1800년대의 조선은 국정이 혼란하여 소수의 양반들이 절대다수의 토지를 독점하게 되었다. 조선족과 고려인은 출신이 다른데 조선족들은 가난한 농민들이였고 조선족들은 먹을 것을 찾아 가난을 피해서 청나라 동북지방, 즉 만주로 이주하였고 고려인들은 거의 대부분이 1890년 이후에 일제의 압력을 피해 연해주로 이주한 독립운동가와 상업을 종사하던 사람들이다. 고려인들은 조선족들과 다르게 고려에 자본이 존재하여 부유한 편이였고 연해주에 이주해서도 농장을 가질 수 있었으며 만주사변 이후에는 일본인들의 지원을 받고 연해주로 이주하게 된 사람들도 존재한다. 1900년도에는 그 수가 급증하여 1890년에는 고려인이 프리모르스키 지방(연해주)의 전체 인구의 20%를 차지하기에 이르렀다. 시베리아 횡단철도가 완성되기 이전에 극동 러시아의 고려인은 러시아인보다 많았으며, 러시아 지방 관리는 고려인들에게 귀화를 종용하였다. 1897년의 러시아 제국의 인구 조사에 의하면, 러시아 전체에서 고려말을 하는 사람들이 26,005명(남자 16,225, 여자 9,780)이었고, 1902년에는 32,000명을 넘었다. 여러 도시에 고려인 마을과 고려인 농장이 있었다.

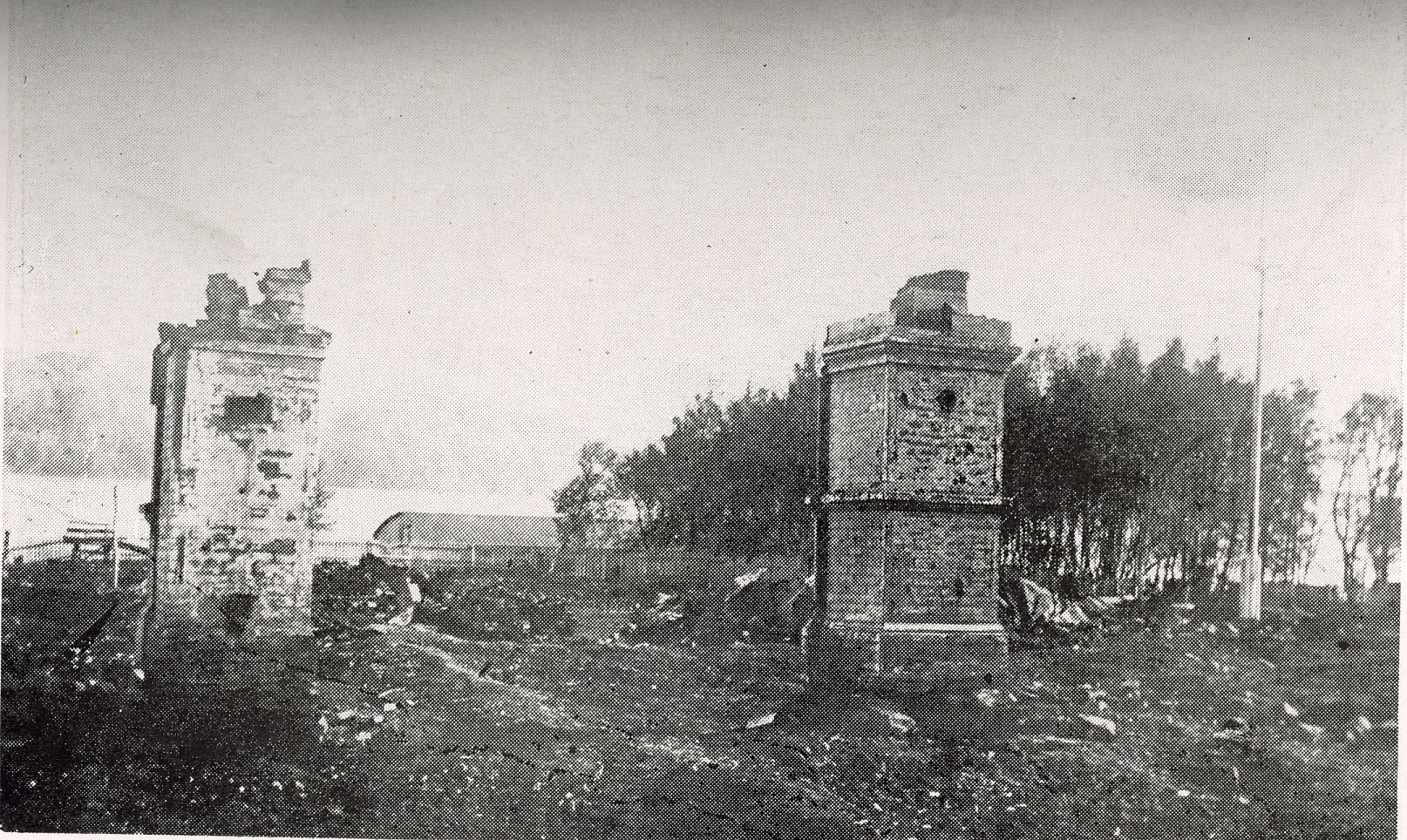
니콜라옙스크 일본영사관의 불탄 자리 1920년 6월

1900년대 초에는 러시아와 조선 모두 일본과 대립하였다. 하지만, 1907년 러일 전쟁이 종료되면서 러시아는 가난한 소작농들인 조선족들은 내버려두고 독립운동가와 농장이라는 자본을 소지한 고려인들이 일본군의 스파이 행동을 하는 것을 두려워하였다. 고려인들은 일제를 도우는 척하면서도 독립군들을 지원하기도 하였다. 또한 1919년, 블라디보스토크의 신한촌에 모여 3·1 운동을 지원하기도 하였다. 고려인 마을은 군대의 보충을 비롯한 민족주의자들의 근거지가 되었다.
러시아 블라디보스토크에 이주한 조선인들은 기독교를 받아들이는 등 러시아 문화에 상당히 적응을 한다. 무엇보다도 그들의 땅에서 수탈 없이 일할 수 있다는 것이 이주의 가장 큰 이유였다.

### 강제 이주
1937년에서 1939년 사이, 스탈린이 일본군의 스파이 행동을 하는 것을 두려워 하였다. 그래서 고려인 지도자 500명을 체포하고 그 중 40-50명을 숙청 처형하였고 연해주에 살던 172,000명의 고려인들을 카자흐스탄 소비에트 사회주의 공화국과 우즈베키스탄 소비에트 사회주의 공화국으로 강제 이주시켰다. 당시 극동지역 위원장 리우시코프는 1937년 8월 하바롭스크에 머물면서 스탈린의 지령을 받아 강제이주정책 추진했는데, 접경에 살고 있는 한인들은 간첩의 소지가 있으니 일본인과 접할 수 없게 하는 정책이 필요하다며 강제이주 정책을 건의했다고 한다. 여러 공동체의 지도자들은 추방 및 유배되었고, 이주 도중 많은 사람들이 희생되었다. 글라스노스트 이전까지는 이주에 대해 발언하는 것조차 금지되었다.
이주민들은 협력하여 관개 시설을 설치하였고, 벼농사를 시작하였다. 3년이 채 지나지 않아 그들은 그들의 삶의 방식을 회복하였다. 하지만, 수십 년간 한국어가 금지되었기 때문에, 그 다음 세대는 한국어를 거의 잘 사용하지 않게 되었고 대한민국을 그리워한다.

## 구소련 붕괴 이후
소련의 붕괴 이후에도 거의 대부분의 고려인은 구 소련 지역에 동화되어 그대로 살아가고 있다. 연구에 따르면, 2002년에 약 470,000명의 고려인이 독립국가연합에 거주하며, 그 중 198,000명이 우즈베키스탄에, 125,000명이 러시아, 105,000명이 카자흐스탄, 19,000명이 키르기즈스탄, 12,000명이 우크라이나, 6,000명이 타지키스탄, 3,000명이 투르크메니스탄, 5,000명이 기타 지역에 살고 있다.

### 러시아
2002년의 인구 조사에서는 148,556명의 고려인이 러시아에 거주하며, 남자가 75,835명, 여자가 72,721명이었다. 그중 1/4 정도는 시베리아와 극동 러시아에 거주한다. 그곳의 고려인들은 그 이주 경로가 다양하여, 1937년 선대의 강제 이주로부터 돌아온 독립국가연합 국적의 33,000명 외에, 약 4,000~12,000명의 북조선 이민자도 이곳에서 찾아볼 수 있다. 대한민국이나 중국 소수 민족 출신의 고려인 또한 정착, 투자하며, 국경 무역에 참여하고 있다.

#### 사할린
사할린은 한때 일본 열도 본토로 취급받는 제5의 섬이었으나 제2차 세계대전에서 일본이 패망하면서 소련이 되찾은 땅이다. 이 곳의 조선인들은 일본 땅으로 일하러 갔다가 전쟁이 끝나고 땅 주인이 소련으로 바뀌는 과정에서 버려진 것이다. 사할린 섬에 있는 조선인들은 중일전쟁과 제2차 세계대전 때 일본제국 전시체제 당시 강제징용 당해 탄광으로 끌려가 강제노역당한 사람들이었다. 그 때문에 중앙아시아의 고려인과 사할린 한인의 정체성은 다르다. 사할린의 한인은 재일 한국인과 유사하나 그들과도 냉전 시대의 분단 때문에 독자적인 정체성으로 남았다.

### 유럽 및 기타 지역
우크라이나의 2001년 인구 조사에서 12,711명이 스스로 고려인으로 인식하였는데, 이는 1989년의 8,669명보다 증가한 것이다. 가장 인구가 집중되어 있는 곳은 하르키우, 키이우, 오데사, 미콜라이우, 체르카시, 리비우, 루한스크, 도네츠크, 드니프로, 자포리자, 크림반도 등이다. 우크라이나에서 가장 규모가 큰 한인 사회는 하르키우에 위치하는데, 약 150명의 한인 가정이 거주한다. 최초의 한국어 학교가 1996년 이들의 관리하에 개교하였다.
한편 2014년 3월 18일 크림반도가 러시아로 강제 병합 및 편입됨에 따라 이 지역에 살던 약 3,000명의 고려인이 러시아 국적을 취득한 것으로 알려져 있다.

### 중앙아시아
중앙 아시아의 고려인은 거의 대부분 우즈베키스탄과 카자흐스탄에 거주한다. 카자흐스탄의 고려인 문화는 이전의 수도였던 알마티(Almaty)를 중심으로 하는데, 이곳에서는 유일하게 한국어 신문(고려일보)과 한국어 극장(고려극장)이 운영된다. 카자흐스탄의 인구 조사에서는 1939년 96,500명의 고려인이 기록되었고, 1959년에는 74,000명, 1970년에는 81,600명, 1989년에는 100,700명, 1999년에는 99,700명이었다. 우즈베키스탄의 고려인들은 농촌 지역에 넓게 흩어져 있다.

### 무국적 고려인
구소련 붕괴  이후 일부 고려인들은 무국적자가 되었다. 구소련의 구성 공화국들이 독립 이후에 소련 국적을 인정하지 않아 국적을 다시 신청해야 하는데, 이를 몰랐거나, 서류를 분실하거나, 거주자로 등록하지 않았거나, 경제적인 여유가 없는 등으로 신청하지 못한 것이다. 이들은 교육을 비롯한 기본적인 혜택을 받지 못하고 있으며, 이러한 불이익은 그 자손들에게 그대로 이어지고 있다. 구소련 지역에는 현재 전체 고려인의 10%에 해당하는 약 5만의 무국적 고려인이 거주하고 있는 것으로 추정된다. 우크라이나에서는 최근 한국 대사관의 신분 증명이 있다면 자국 내 무국적 고려인의 국적 회복을 지원해 줄 수 있음을 언급하였다.

### 한국으로의 회귀
현대에 들어 대한민국은 고려인을 비롯한 한국계 외국인의 귀국을 독려 및 지원하고 있으며, 이에 따라 약 1만 명의 우즈베키스탄 고려인들이 대한민국으로 귀화하는 등 한국으로의 회귀가 이루어지고 있다.

#### 대한민국의 고려인 거주 지역
- 안산시 땟골마을 - 약 7000명의 고려인이 거주하는 고려인 거주지. 위치는 안산시 단원구 선부2동.
- 광주광역시 고려인마을 - 약 3000명의 고려인이 거주 중. 위치는 광주광역시 광산구 산정공원로 50번길 29. 9월 6일부터는 고려인들의 사연을 들려주는 '고려FM'이라는 라디오 방송을 송출 중에 있다.
- 인천광역시 함박마을 - 약 9000명의 고려인이 거주하는 국내 최대 고려인 거주지.

## 문화
고려인의 정체성을 쉽게 특정하기는 어렵다. 개개인마다의 차이가 있기 때문. 외관상으론 한국인과 흡사하지만 사고방식은 일반적인 러시아인에 가깝고 현재 대부분의 고려인 4세, 5세 등은 한민족이라는 정체성만 가지고 있을 뿐, 그 이상으로는 생각하지 않는 편이며, 혈통이 유사한 조선족과 약간 유사한 생각을 하는 고려인들이 거의 대부분이기도 하다. 현대 젊은층의 경우는 러시아에 완전히 동화되었기 때문에 모국어가 러시아어고 한국어를 전혀 구사하지 못하지만, 자신의 민족이 고려인이라는 자각은 하고 있다. 사실 우즈베키스탄이나 카자흐스탄의 경우 여권에 민족명을 표기하므로 당연히 그럴 수밖에 없다. 현재, 중앙아시아 지역의 고려인들 대부분은 카자흐어, 우즈베크어 등 독립 후 새로 지정된 현지 공용어를 능숙하게 구사하지는 못한다. 스스로를 러시아인에 가깝다고 생각하여 현지어를 배우기 위해 별로 노력하지도 않는다.
또한 소련 해체 후 지역 민족주의가 대두하면서 심한 차별을 받게 된 고려인 중에는 연해주로 돌아가는 경우도 있다고 한다. 연해주를 자신이나 부모의 '고향'으로 여기는 노인들, 다른곳에서 희망을 찾아보려는 젊은 고려인들 가운데 이런 경향이 있다고 하는데 이들의 정착을 지원하는 한국 사회단체의 지원상황이 다큐형식으로 한국TV에서 방송된 적 있다.
고려인 젊은이들은 한국을 '할아버지의 나라' 정도로 여기고 있다고 한다. 한국어는 커녕 고려말도 거의 제대로 하기 어려워 하는 젊은이들이 부지기수. 그래도 한국이라는 나라에 대해서 어느 정도 인지는 하고 있다. 한국으로 일하러, 혹은 유학으로 오는 케이스도 있으며, 예를 들어서 일본에서의 일본계 브라질인이 겪는 차별과는 달리, 대한민국 정부는 조선족, 고려인에 대한 차별을 거의 하지는 않는다.
고려인들은 언어적인 측면 등 러시아 문화에 동화된 부분도 많지만 마르코프차를 비롯해 한국 요리의 식습관을 지켜나가고 있다. 우즈베키스탄이나 카자흐스탄의 좀 큰 시장에 가면 고려인 반찬 가게도 있으며 국시 같은 이름의 요리도 찾아볼 수 있다. 단 고려인들의 한국 요리는 백여 년 전 옛날 식에 가깝기 때문에 대한민국(남한)의 요리와 상당히 다르다. 따라서 고려인들의 한국 요리는 북한의 요리에 가깝고 식재료도 중앙아시아의 상이한 식재료들로 만든 것이라 대한민국의 한식과는 매우 다르다.
중앙 아시아로의 이주 후, 고려인들은 주변의 사람들과는 다른 양식의 삶을 살았다. 그들은 관개 시설을 만들고 지역 일대의 쌀 재배 농가가 되었다. 주변의 유목민과는 거의 교류하지 않았으며, 교육에 중점을 두었다. 고려인들은 곧 한국의 전통 의상을 입지 않게 되었지만, 중앙 아시아인들의 옷보다는 서구의 복식을 채택하였다.

## 사용 언어
1세대는 육진 방언을 기초로 러시아어의 영향을 받아들인 고려말(중앙아시아 한국어)을 사용한다. 다만 이들 거의 대부분은 거주 지역의 언어 역시 구사할 줄 안다. 한편 2세대 이후는 일반적으로 한국어는 겨우 알아듣거나 아예 하지 못하고 러시아어 등 거주 지역의 언어만 이해한다. 현대에는 거의 대부분 러시아어나 우크라이나어를 비롯하여 여러 중앙아시아 언어를 구사하며, 일반적으로 능숙한 한국어는 구사하지 못한다. 러시아 동남부 지역 프리모르스키 크라이 지역은 중국과 인접하여, 외국어로 중국어 사용이 약간 가능한 인구가 있다.

## 인물
- 알렉산드르 민 - 소련의 군인, 세계 2차대전 참전
- 빅토르 초이 - 고려인+러시아인 혼혈 출신 구 소련의 가수
- 김병화 - 소비에트 연방의 농장 지도자, 사회주의 노력영웅 칭호 수여
- 최재형 - 노블레스 오블리주를 실천 한 고려인 독립운동가. 안중근 의사의 의거를 지원한 배후
- 데니스 텐 - 카자흐스탄의 남자 싱글 피겨스케이팅 선수. 2014년 소치 올림픽 동메달 리스트.
- 박 비비안나 - 러시아의 무용수. 박헌영의 딸
- 넬리 킴 - 고려인 2세와 볼가 타타르 혼혈 출신의 구 소련 체조선수. 1976년 몬트리올 올림픽과 1980년 모스크바 올림픽에서 금메달 5개 획득
- 김경천 - 한국의 독립 운동가, 군인
- 올렉산드르 신 - 우크라이나 자포리자의 시장
- 비탈리 킴 - 우크라이나 미콜라이우주 주지사[20]
- 미하일 안 - 소련의 전 축구 국가대표 선수
- 채예진(YEVGENIYA TSKHAY)- 카자흐스탄 출신의 고려인 4세 기자, 사업가, 활동가, (사)고려인 글로벌 네트워크 이사장
- 박 루슬란 - 우즈베키스탄 출신의 한국유학파 고려인 4세 영화감독
- 게나디 골로프킨 - 카자흐스탄 출신 복싱 WBA 미들급 세계 챔피언. 한국인 외할아버지와 러시아인 외할머니 사이에서 어머니가 태어나 러시아인 아버지와 한국계 카자흐스탄인 어머니 사이에서 골로프킨이 태어났다. 복싱전적 37승 0패 33KO
- 블라디미르 킴 -  카자흐스탄의 기업가

## 방송
- 2015년 2월 14일부터 2015년 2월 16일까지 방송된 MBC 카레이스키 150년 만의 귀향에서 고려인의 후손들이 150주년이었던 2014년에 남북 화합과 통일을 염원하며 유라시아 자동차 횡단을 하는 장면을 방송하였다.
- 2016년 8월 15일부터 2016년 8월 16일까지 광복절 특집으로 방송 된 EBS 광복절 특집 다큐멘터리 '청춘, 사라진 100년 그들의 목소리'에서 세계 1차 대전 때 독일 포로수용소에 감금돼 음성실험을 하고 사라진 고려인 포로 6명의 이야기를 다뤘다.
- 2016년 9월 8일 KBS1TV에서 추석기획으로 방송 된 한국인의 밥상에서는 국시와 가지고추된장찜, 감자만두 등 우리의 정신을 이어나가며 다양한 문화를 조화롭게 받아들인 카자흐스탄의 고려인 밥상을 방송하였다.

## 같이 보기
- 신한촌 사건
- 사할린 한인
- 캄차카 북한인
- 한민족
- 한국인
- 재미 한국인
- 재일 한국인
- 재외동포
- 조선족
- 한러 관계
- 히키아게샤